# ديف مين
ديفيد جيريمي مين (بالإنجليزية: David Jeremy Menne؛ مواليد 29 يوليو 1974) هو مقاتل فنون القتال المختلطة أمريكي.

## وصلات خارجية
- ديف مين على موقع بيلاتور (الإنجليزية)
- ديف مين على موقع بيلاتور (الإنجليزية)
- ديف مين على موقع شيردوغ (الإنجليزية)
- ديف مين على موقع Tapology.com (الإنجليزية)
- ديف مين على موقع IMDb (الإنجليزية)